# Плезант-Веллі (округ Меріон, Західна Вірджинія)
Плезант-Веллі (англ. Pleasant Valley) — місто (англ. city) в США, в окрузі Меріон штату Західна Вірджинія. Населення — 3498 осіб (2020).

## Географія
Плезант-Веллі розташований за координатами 39°27′11″ пн. ш. 80°9′19″ зх. д. / 39.45306° пн. ш. 80.15528° зх. д. (39.453074, -80.155342).  За даними Бюро перепису населення США в 2010 році місто мало площу 8,83 км², з яких 8,37 км² — суходіл та 0,45 км² — водойми.

## Демографія
Згідно з переписом 2010 року, у місті мешкало 3149 осіб у 1401 домогосподарстві у складі 870 родин. Густота населення становила 357 осіб/км².  Було 1513 помешкання (171/км²).
Расовий склад населення:
| - 95,9 % — білих - 1,4 % — чорних або афроамериканців - 1,1 % — азіатів - 0,1 % — корінних американців |

До двох чи більше рас належало 1,3 %. Частка іспаномовних становила 0,6 % від усіх жителів.
За віковим діапазоном населення розподілялося таким чином: 21,2 % — особи молодші 18 років, 62,2 % — особи у віці 18—64 років, 16,6 % — особи у віці 65 років та старші. Медіана віку мешканця становила 40,5 року. На 100 осіб жіночої статі у місті припадало 95,6 чоловіків;  на 100 жінок у віці від 18 років та старших — 93,2 чоловіків також старших 18 років.
Середній дохід на одне домашнє господарство  становив 61 549 доларів США (медіана — 45 563), а середній дохід на одну сім'ю — 81 640 доларів (медіана — 67 212). Медіана доходів становила 60 640 доларів для чоловіків та 36 364 долари для жінок. За межею бідності перебувало 11,6 % осіб, у тому числі 24,0 % дітей у віці до 18 років та 8,0 % осіб у віці 65 років та старших.
Цивільне працевлаштоване населення становило 1568 осіб. Основні галузі зайнятості: освіта, охорона здоров'я та соціальна допомога — 29,5 %, мистецтво, розваги та відпочинок — 15,1 %, роздрібна торгівля — 9,3 %, науковці, спеціалісти, менеджери — 7,4 %.